# 北水流捕具術
北水流捕具術（ほみずりゅうとりぐじゅつ）は、開祖不詳の流派。

## 歴史
下総国に伝えられていたという自衛のための武技を大岩広吉が整理したものである。
捕手術を主体とした流派であり捕具法が伝わっている。

## 系譜
- 初代　　大岩広吉
- 二代目　小磯格一郎
- 三代目　小磯正雄